# Pir
Pir es una comuna ubicada en el distrito de Satu Mare, Rumania.

## Superficie
Posee una superficie de 41,09 kilómetros cuadrados.

## Demografía
Hasta 2021 la población era de 1413 habitantes, con una densidad de población de 34,39 habitantes por kilómetro cuadrado.